# Cristina de Borbón y Grecia
Signature
Cristina Federica Victoria Antonia de la Santísima Trinidad de Borbón y Grecia, infante d'Espagne, née le 13 juin 1965 à Madrid, est la seconde fille du roi Juan Carlos et de la reine Sophie, et la sœur du roi Felipe VI et de l'infante Elena. Elle est sixième dans l'ordre de succession au trône d'Espagne. 
L'infante Cristina est directrice de la division internationale de la fondation La Caixa (la plus grande fondation en Europe, dans le domaine des œuvres sociales).

## Biographie

### Naissance et baptême
L'infante naît le 13 juin 1965 au sanatorium de Nuestra Señora de Loreto. Elle est baptisée au palais de la Zarzuela par l’archevêque de Madrid le 21 juin 1965. Son parrain est un cousin germain de son père, Alphonse de Bourbon, futur duc de Cadix et prétendant au trône de France. Sa marraine est une tante de son père, l’infante Marie-Christine de Bourbon,.

### Jeux olympiques de 1988
L'infante Cristina est remplaçante au sein de l'équipe espagnole de voile dans la catégorie 470 lors des Jeux olympiques d'été de 1988 se déroulant à Séoul en Corée du Sud. Lors de la cérémonie d'ouverture de ces Jeux, le 17 septembre 1988, elle est le porte-drapeau de la délégation espagnole.

### Études
Elle obtient un diplôme de science politique de l'université complutense de Madrid en 1989, puis un master en relations internationales de l'université de New York en 1990. L'infante parle espagnol, catalan, anglais et français.

### Mariage et descendance
Elle épouse l'international de handball Iñaki Urdangarin le 4 octobre 1997 à Barcelone,. Son père lui donne à cette occasion le titre de duchesse de Palma de Majorque. Ce titre a été révoqué le 11 juin 2015 par son frère, le roi Felipe VI, à cause de son implication présumée dans l'affaire de corruption Nóos,,.
Le couple a quatre enfants, trois fils et une fille, tous nés à Barcelone et considérés comme grands d'Espagne avec le traitement d'excellence, selon le décret royal du 6 novembre 1987 :
1. Juan Valentín de Todos los Santos Urdangarin y Borbón (né le 29 septembre 1999) ;
2. Pablo Nicolás Sebastián de Todos los Santos Urdangarin y Borbón (né le 6 décembre 2000) ;
3. Miguel de Todos los Santos Urdangarin y Borbón (né le 30 avril 2002) ;
4. Irene de Todos los Santos Urdangarin y Borbón (née le 5 juin 2005).

Après la révélation dans la presse de l'infidélité de son époux, l'infante Cristina annonce sa séparation avec Iñaki Urdangarin le 24 janvier 2022. Le divorce est prononcé en décembre 2023.

### Vie familiale en Suisse
Lors de l'été 2013, l'infante Cristina et ses enfants s'installent en Suisse. L'infante loue un appartement dans un hôtel particulier à Genève.
Pour cet emménagement, la députée Loly Bolay, ancienne présidente du Grand Conseil genevois, rencontre l'infante et son époux, pour leur souhaiter la bienvenue.
Iñaki Urdangarin reste d'abord en Espagne, pour plus de praticité, en raison de l'affaire judiciaire, puis il rejoint le nouveau domicile familial peu de temps après. Depuis, il n'est pas rare que la presse relate la nouvelle vie du duc et de la duchesse de Palma de Majorque, avec leurs quatre enfants.

### Représentations officielles

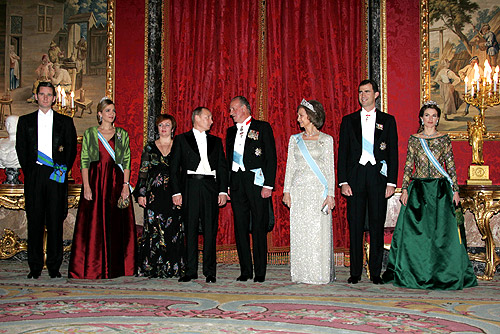
En 2006, le duc et la duchesse de Palma de Majorque (à gauche) auprès du roi et de la reine d'Espagne, lors de la visite du président Vladimir Poutine en Espagne.

Comme avant son mariage, l'infante a été très active au sein des activités royales avec son époux, de 1997 jusqu'en décembre 2011 (voir infra).     
Le 14 septembre 2011, ils sont invités par le président Barack Obama, au gala de l'Institut hispanique des États-Unis. 

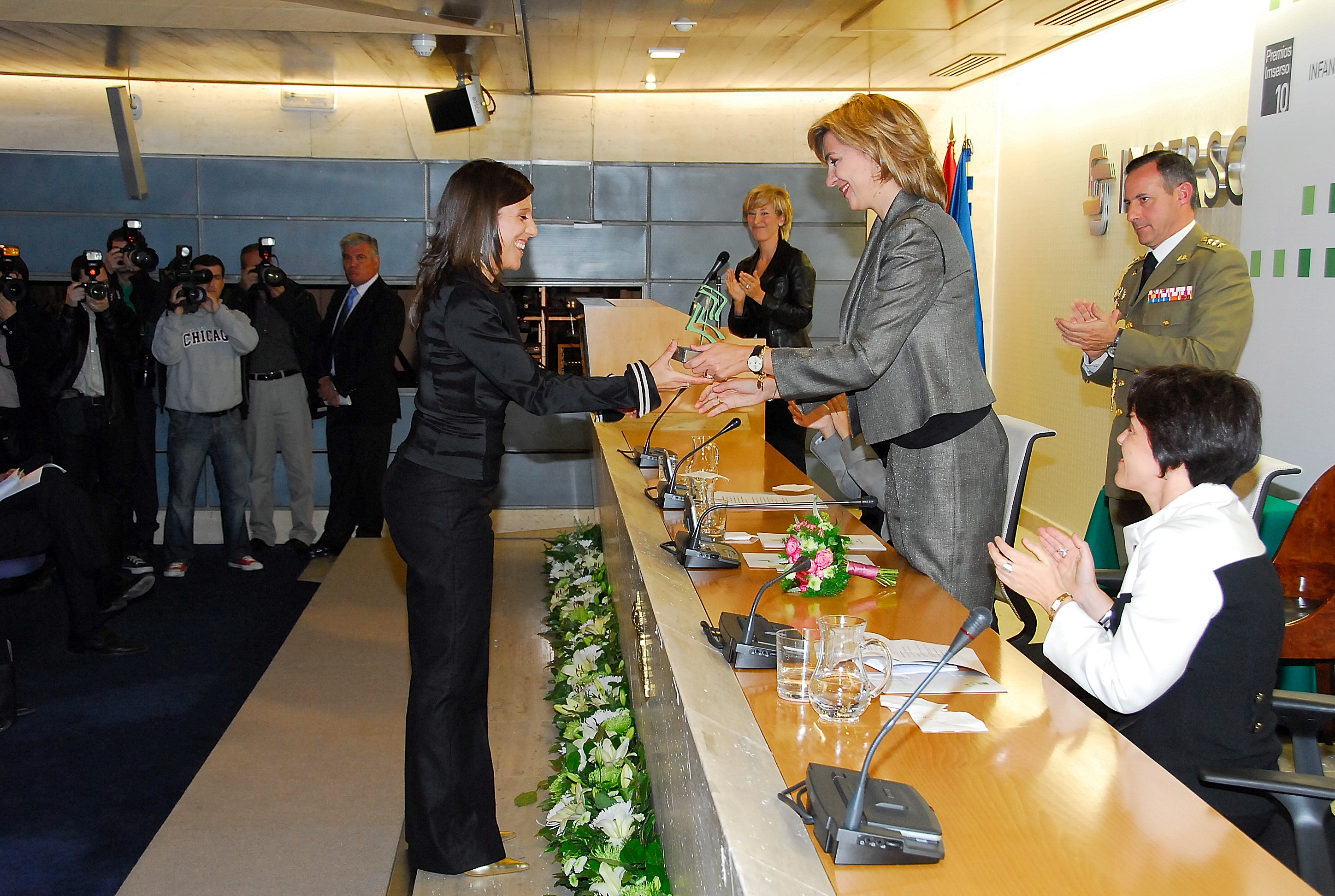
L'infante Cristina, qui remet le prix de la Recherche portant son nom, en 2010.

En 2009, le gouvernement régional de Catalogne reçoit le duc et la duchesse de Palma de Majorque, afin de les nommer membres d'honneurs d'un cercle culturel, lié à la musique.  
En 2008, ils président la finale de l'open de tennis de Barcelone, et remettent la coupe à Rafael Nadal. Ils présideront également une exposition culturelle et historique, à Saragosse. La même année, le couple visite l'université Harvard avec l'ambassadeur d'Espagne aux États-Unis. Le lendemain, ils visitent la bibliothèque de Boston. En 2005, à Barcelone, le duc et la duchesse présidaient la remise d'un prix littéraire.   
À compter de décembre 2011, le couple a été mis en congé de l'agenda royal . Toutefois, le 27 mars 2012 à Barcelone, l'infante Cristina a honoré l'inauguration d'une exposition de la Fondation La Caixa, dont elle est l'un des cadres dirigeants.  
L'infante Cristina n'est plus apparue à aucune activité officielle après cela, jusqu'au 6 mars 2014, pour une cérémonie en mémoire du roi Paul Ier de Grèce, où elle a déposé une couronne au nom de son couple, le duc et la duchesse de Palma, et en celui de leurs quatre enfants. Sa présence à cet événement familial est très remarquée ; en revanche, son époux n'était pas présent,. 
Depuis l'abdication du roi Juan Carlos Ier en faveur de son fils Felipe le 19 juin 2014, Cristina est membre de la famille du roi et non plus de la famille royale (l'Espagne faisant la distinction entre la famille royale officielle, et la famille du roi). Elle n'est pas présente à la cérémonie d'intronisation de son frère Felipe.

## Affaire Nóos
Le 3 avril 2013, l'infante Cristina est mise en examen pour appropriation illicite de fonds publics par le juge de Palma de Majorque chargé de l'affaire Nóos. Jusque-là épargnée par la justice et le scandale impliquant son mari, elle est convoquée devant le tribunal pour le 27 avril,, le juge José Castro ayant déclaré : « La justice doit être la même pour tous », reprenant les propres mots du roi Juan Carlos dans un récent discours télévisé.
Le 7 mai 2013, la justice espagnole suspend la mise en examen de Cristina de Borbón à la suite d'un recours déposé par le parquet anticorruption qui avait estimé inexistants les indices contre l'infante.
Le 7 janvier 2014, le tribunal décide de passer outre à la volonté du parquet de ne pas poursuivre et inculper l'infante Cristina, pour fraude fiscale et blanchiment de capitaux. Dans un premier temps, le tribunal fixe la convocation de la fille du roi au 8 mars 2014. Puis, cette dernière est finalement appelée à comparaître devant un juge le 8 février 2014,.
Le 20 janvier 2014, le président du gouvernement, Mariano Rajoy, déclare qu'il est convaincu de l'innocence de l'infante Cristina.
Le 25 janvier 2014, le juge qui a inculpé la fille du roi a entendu des fonctionnaires du ministère des Finances plaider pour l'innocence de l'infante. Le juge a accusé le ministère de ne pas faire preuve d'impartialité dans la gestion de ce dossier.
Le 8 février 2014, l'infante, inculpée pour blanchiment d'argent et fraude fiscale, comparaît pendant 5 heures devant un juge du tribunal de Palma de Majorque au cours duquel elle répond à 400 questions. Selon son avocat, l'infante a déclaré au juge qu'elle avait « toute confiance en son mari ». À la fin de cette comparution, l'infante reste inculpée. Cependant, la justice ne se prononce pas sur la tenue ou non d'un procès ,.
Le 25 juin 2014, la justice maintien l'inculpation de l'infante (soit 6 jours après l'accession au trône de son frère Felipe VI), après la clôture de l'enquête. Ce qui laisse entendre la tenue d'un procès. Début juillet, elle dépose un recours en justice contre cette décision. 
Le vendredi 2 janvier 2015, ses avocats déposent un nouveau recours (celui de juillet ayant été sans succès), pour éviter le procès prévu mi-2015, qui a été annoncé le 22 décembre. Sa défense demande un rejet de l'affaire, avec un nouvel argument judiciaire : la doctrine booty ,. 
En avril 2015, les avocats de l'infante dévoilent sa stratégie de défense (du fait que le second recours du 2 janvier 2015 a été rejeté et qu'un procès aura bien lieu). La défense se base sur l'ignorance des faits comptables que l'on peut lui imputer. Il est révélé que le juge Castro à l'origine des poursuites contre l'infante et son époux, sera prochainement mis à la retraite. Le juge avait demandé à prolonger son temps de travail, pour continuer l'instruction de cette affaire, ce qui lui a été refusé.
En juin 2015, dans le cadre du retrait de son titre ducal, l'infante adresse une lettre manuscrite de quatre pages, à son frère le roi Felipe VI, où elle revient sur l'affaire judiciaire en cours. Elle écrit notamment que, des « allégations sans fondement » sont portées contre elle. La lettre est adressée au roi, mais l'on note que l'infante s'exprime en premier lieu en tant que sœur à son frère, plus encore qu'au monarque,.  
Le 11 janvier 2016, l'ouverture du procès a lieu. L'infante et son époux comparaissent auprès de 16 autres prévenus. La prochaine audience est fixée au 9 février 2016,. 
Le 3 mars 2016, lors de son témoignage au tribunal, l'infante Cristina est fidèle à sa ligne de défense, en plaidant son ignorance des faits comptables qui lui sont reprochés. L'infante déclare de nouveau être « convaincue de l'innocence » de son époux, et ajoute : « il a toujours été bien conseillé » . 
Le 10 juin 2016, le procureur ne demande aucune réquisition à l'encontre de l'infante, contrairement à l'accusation populaire (procédé judiciaire espagnol, qui permet à la partie civile de requérir) qui maintient une demande de 8 ans de prison. 
Le 14 juin 2016, les défenseurs de l'infante et de son époux plaident pour un acquittement du couple. La défense met en évidence les dysfonctionnements de l'accusation populaire (l'association Manos Limpias), notamment en raison de ses propres affaires judiciaires, et à ce titre plaide pour l'acquittement. En effet, l'association Manos Limpias (Mains propres) est accusée de diverses fraudes financières, et surtout de tentative d'extorsion de fonds à l'encontre de l'infante et de son époux (voir ci-après) ,,.

### Verdict
Le 17 février 2017 l'infante est relaxée, mais condamnée à une amende de 265 088 €. Son époux est condamné à 6 ans et 3 mois de prison . Il dépose un recours en appel. Le 23 février 2017, le tribunal décide de le laisser libre, dans l'attente du second jugement en appel. En effet, le procureur n'exige pas d'incarcération, sous condition du versement d'une caution de 200 000 €. Les juges vont plus loin, et décident de laisser Iñki Urdangarin, libre, sans même verser de caution.
Le Tribunal suprême rend son jugement le 12 juin et baisse l'amende de l'infante à 136 950 € et fait passer la peine de prison ferme d'Iñaki Urdangarin à 5 ans et 10 mois.

### Arrestation de la partie civile
Le 18 avril 2016, l'association Manos Limpias (Mains propres) qui s'est portée partie civile contre Inaki Urdangarin et l'infante Cristina fait l'objet de poursuites judiciaires. Son dirigeant Miguel Bernad est arrêté. Il est accusé de tentative d'extorsion de fonds auprès du couple, en ayant proposé de se retirer de l'accusation, contre la somme de 3 millions d'euros.
Le procureur exige la prison à l'encontre de Miguel Bernad et de Luis Pinada (un autre protagoniste de l'affaire),.

### Dérives judiciaires
Lors de sa comparution du 8 février 2014, dans le bureau du juge Castro, l'infante est filmée à son insu pendant son audition. La vidéo clandestine est publiée par le journal El Mundo. L'infante porte plainte. Cependant, plus d'un an après, la vidéo est toujours présente sur le site du journal. En juillet 2015, il est annoncé qu'un procès aura lieu, pour juger les protagonistes à l'origine de la vidéo.
Le couple doit faire face à d'autres fuites judiciaires dans les médias, qui touchent à la vie privée, notamment des mails qui n'ont pas de lien avec l'affaire, par exemple en avril 2015.
Le 10 juin 2015, l'infante accuse le juge Castro ne pas respecter les droits de la défense. Ses avocats font le rapport de divers actes judiciaires, pouvant mettre en avant que le dossier est instruit uniquement à charge.

## Titulature
- 13 juin 1965 – 26 septembre 1997 : Son Altesse Royale Cristina de Borbón y Grecia, infante d'Espagne ;
- 26 septembre 1997 – 11 juin 2015 : Son Altesse Royale la duchesse de Palma de Majorque, infante d'Espagne ;
- depuis le 11 juin 2015 : Son Altesse Royale Cristina de Borbón y Grecia, infante d'Espagne.